# Huracán Ike
El huracán Ike fue el quinto huracán y la novena tormenta tropical de la temporada de huracanes del Atlántico de 2008. A finales del mes de agosto se desarrolló una perturbación tropical frente a las costas de África. La tormenta tomó el rumbo de Cabo Verde desarrollándose lentamente. El 1 de septiembre se convirtió en una tormenta tropical al oeste de las Islas Cabo Verde. Ike alcanzó el miércoles la categoría de huracán al avanzar sobre el Atlántico abierto, al este-noreste de las Islas de Sotavento. En la mañana del 4 de septiembre, Ike era un huracán de categoría 4, con crestas de viento hasta 230 km/h y con una presión de 935 mbar (27.61 inHg). Lo que lo convirtió en el peor huracán de la temporada de huracanes del Atlántico de 2008, después de Gustav. El diámetro de los vientos de la tormenta tropical Ike y el huracán fueron de 550 y 240 millas, respectivamente. Ike fue el causante de 87 muertos desde que se formó, principalmente en Haití, en la cual se estaba reponiendo de tres huracanes que habían azotado a la isla semanas antes, Fay, Gustav y Hanna.
El nombre de "Ike" que había sido utilizado por primera vez en esta temporada, ya que había sustituido a "Isidore" de la Temporada de huracanes del Atlántico de 2002 donde se había usado la lista VI con anterioridad, fue retirado por la Organización Meteorológica Mundial en primavera del 2009, siendo sustituido por "Isaías" para la Temporada de huracanes del Atlántico de 2014.

## Historia del ciclón tropical

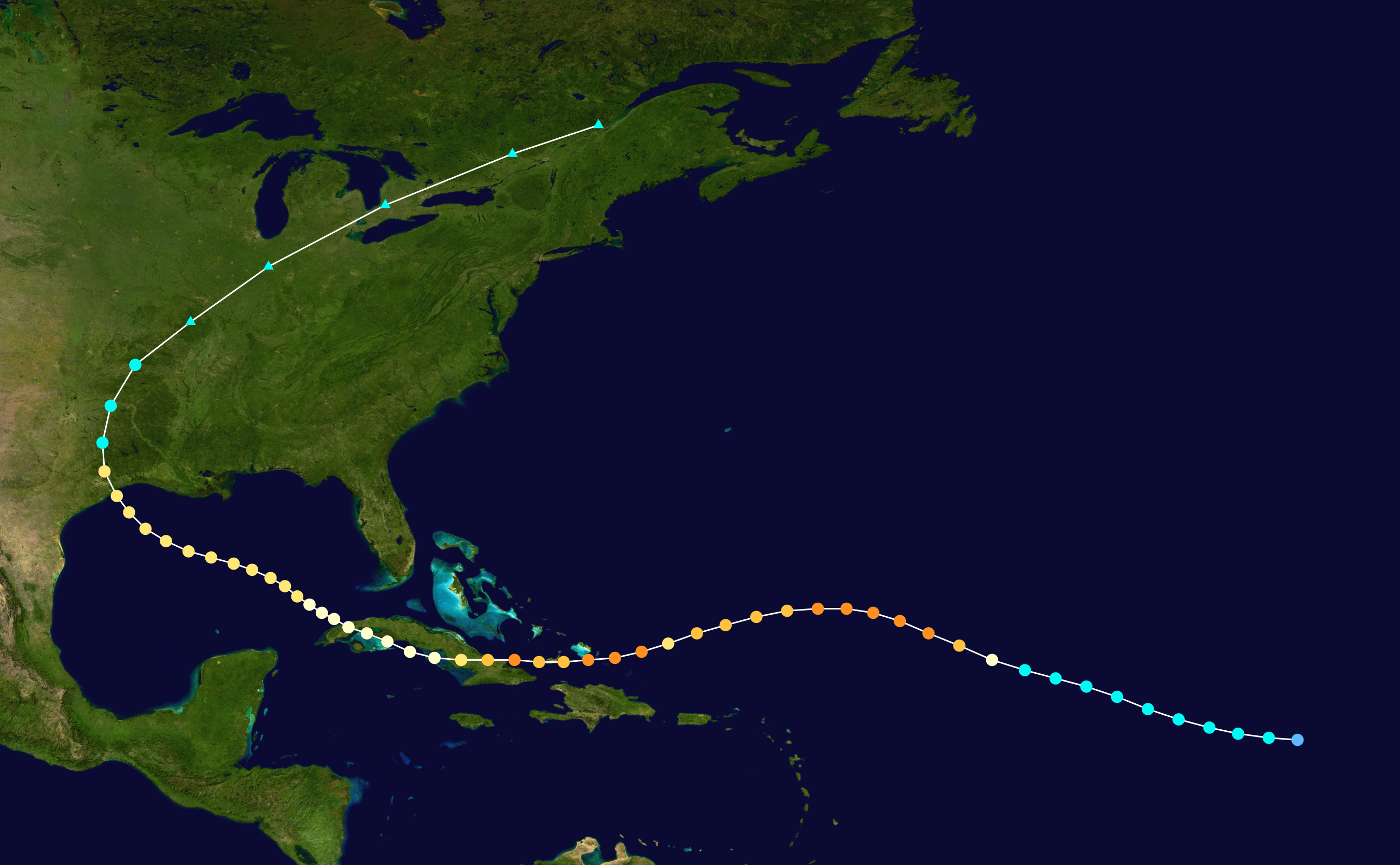
Trayectoria del Huracán Ike.

El 29 de agosto de 2008, el Centro Nacional de Huracanes empezó a monitorear las ondas tropicales a orillas de las costas de África. La convección desorganizada profunda y los vientos de cizalladura impidieron que se formase una tormenta tropical. Para el 1 de septiembre, se empezaron a formar bandas ciclónicas debido a la convección bien definida por el flujo de salida, por lo que el Centro Nacional de Huracanes la declaró como una depresión tropical. Horas después, con el incremento de la convección, la depresión pasó a ser la tormenta tropical Ike. La tormenta tropical Ike se formó igual que el Huracán Hanna y sigue el mismo rumbo que llevaba Hanna hace tres días. A las 5 p. m. Tiempo del Atlántico del 3 de septiembre, Ike se fortaleció en huracán con vientos de 130 km/h. En las tres horas siguientes, mantuvo una intensificación constante alcanzando la categoría 3.

## Impacto
| Haití                | 74  |
| República Dominicana | 1   |
| Cuba                 | 7   |
| Estados Unidos       | 63  |
| Total                | 145 |

### Islas Turcas y Caicos
La corriente eléctrica fue interrumpida en la Isla Gran Turca, y alrededor del 80% de las casas de la isla fueron dañadas. Después de que el ojo de la tormenta pasara sobre la isla, la tormenta continuó a 15 mph (24 km/h) con dirección al oriente de Cuba. Los edificios se debilitaron y más de 750 personas perdieron sus casas.

### Española
Las bandas exteriores de Ike causaron inundaciones adicionales en Haití, en la cual ya había sido devastado por el Hanna y golpeado fuertemente por Fay y Gustav. El último puente que seguía en pie en Gonaïves fue arrasado, alentando las ayudas a las comunidades afectadas y creando una crisis humanitaria por la falta de comida en las regiones más afectadas por el meteoro. 74 han sido reportados en Haití por el huracán Ike, de las cuales fueron las más importantes en la comunidad costera de Cabaret que fallecieron ahogados por las inundaciones y deslaves.
Los vientos de Ike causaron un muerto en la República Dominicana al caerle un árbol.

### Cuba
- Wikinoticias tiene noticias relacionadas con Huracán Ike.

Alrededor de más de 1 millón de cubanos tuvieron que ser evacuados el sábado, dijeron oficiales. En Baracoa, 200 casas se reportaron destruidas y olas de hasta 23 pies (7 m) de alto. A las 9:45 PM EDT (0145 UTC) del 7 de septiembre los pronosticadores dijeron que la tormenta duraría dos días en Cuba, debilitándose a categoría 1, pero ganando fuerza a categoría 3 al entrar a la costa del Golfo. El huracán tocó tierra el lunes al norte del Oriente de Cuba en Cabo de Punta de Lucresia en la provincia de Holguín cerca del Puerto de Sama, con vientos sostenidos de alrededor de 160km/h (100mph) el huracán dejó un saldo de siete fallecidos, además de causar inundaciones en diferentes partes de Cuba. Ike se degradó a categoría uno cuando cruzó la isla. Ike cruzó el extremo oeste de la isla en la provincia de Pinar del Río, cerca del mismo rumbo que tomó el Huracán Gustav diez días anteriores.
Se esperaba que con Ike se produjeran acumulaciones de lluvias de hasta 6 a 12 pulgadas (150 a 300 mm) en todo el oeste de Cuba, con cantidades aisladas máximas de hasta 20 pulgadas (500 mm).

### Estados Unidos
| Rank | Huracán | Año  | Daños totales  |
| ---- | ------- | ---- | -------------- |
| 1    | Katrina | 2005 | $125 billones  |
| 1    | Harvey  | 2017 | $125 billones  |
| 3    | Ian     | 2022 | $112 billones  |
| 4    | Maria   | 2017 | $90 billones   |
| 5    | Helene  | 2024 | $78.7 billones |
| 6    | Ida     | 2021 | $75 billones   |
| 7    | Sandy   | 2012 | $65 billones   |
| 8    | Irma    | 2017 | $52.1 billones |
| 9    | Milton  | 2024 | $34.3 billones |
| 10   | Ike     | 2008 | $30 billones   |

Debido a la intensidad de la tormenta, Texas cerró muchas de sus refinerías. Debido a que la mayoría de las reservas petroleras de Estados Unidos localizadas en Texas, el cierre de las plataformas provocó un incremento en el precio de la gasolina, calefacción, petróleo y gas natural.

#### MVAntalina
El 11 de septiembre, el buque de carga de 178 metros, el MV Antalina, fue uno de los buques que dejaron el Port Arthur para evadir al huracán. El barco tenía 22 miembros y cargaba coque de petróleo. Sin embargo, el 12 de septiembre, el motor del barco falló y el buque estaba a la deriva 90 millas de la costa. Al principio la tripulación trató de reparar el motor pero no pudo hacerlo. La tripulación pidió ser evacuada por la Guardia Costera, pero la misión de rescate fue abortada debido a las condiciones climáticas. La tripulación fue forzada a permanecer en el buque y pasar la noche en el huracán, pero siempre siguieron en contacto con la Guardia Costera. El buque pasó el huracán en alta mar exitosamente y los 22 miembros de la tripulación no resultaron heridos. El 13 de septiembre, una remolcadora fue enviada para traer el buque al puerto.

#### Luisiana
Los vientos huracanados de Ike llegaron a las costas de Luisiana a pesar de haber tocado tierra en Texas el 13 de septiembre. Las áreas en las costas del centro-sur de Luisiana, que habían sido inundadas por Gustav, volvieron a inundarse el viernes 12 de septiembre. Al menos una persona murió en las inundaciones en Terrebonne Parish. Otras dos personas durante las evacuaciones en un accidente automovilístico en Iberville Parish.

#### Texas

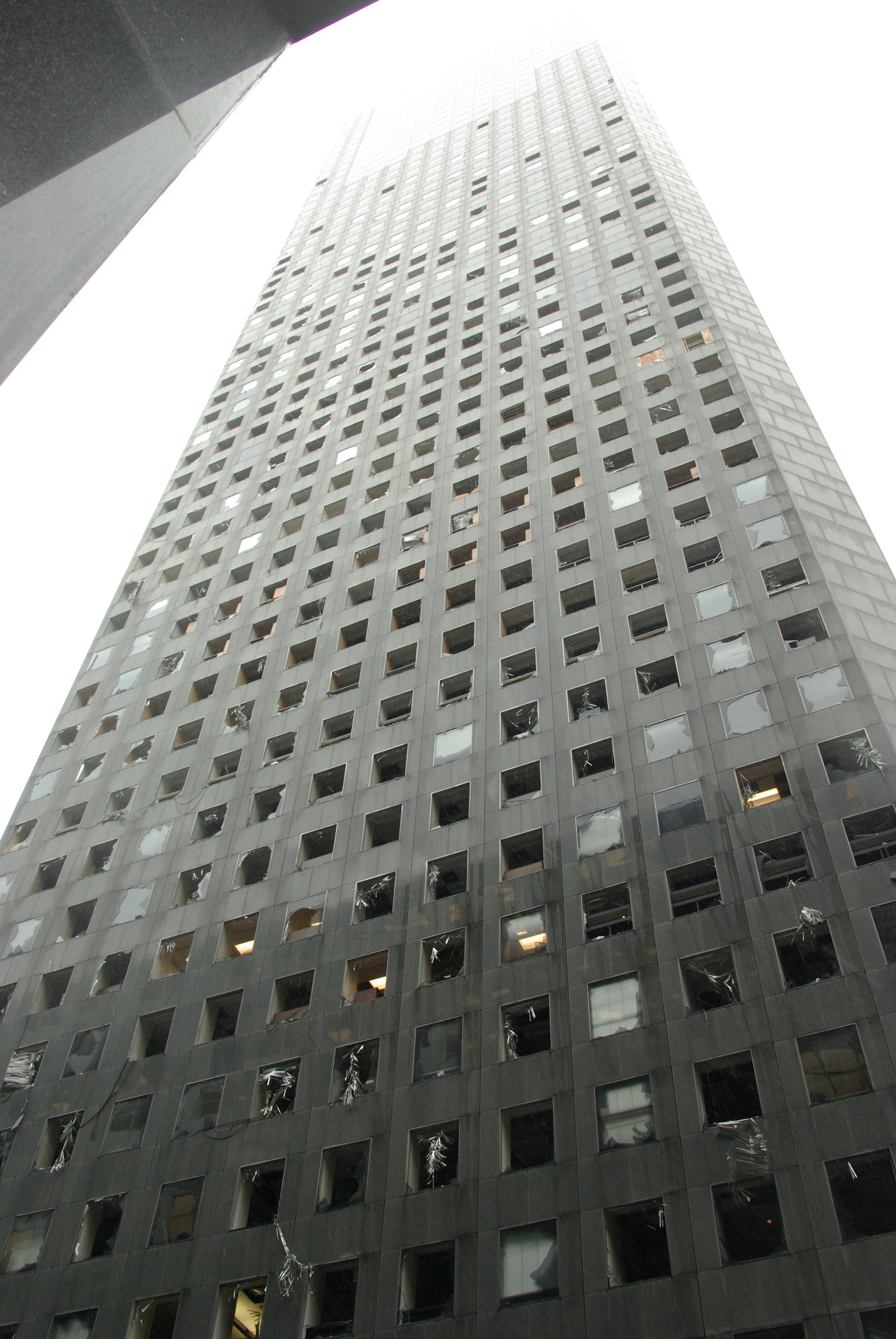
Daños del JP Morgan por el Huracán Ike.

En la noche de 12 de septiembre de 2008, el ojo del huracán Ike se acercaba a las costas de Texas cerca de la bahía de Galveston, y tocando tierra a las 2:10 a. m. CDT sobre el este de la isla de Galveston.
Las personas en las áreas más bajas que no aceptaron las órdenes de evacuación, en las casas unifamiliares de uno o dos pisos, se les advirtió que se enfrentarían con una "muerte segura" durante la llegada de la tormenta.
Cerca de Corpus Christi, un joven de 19 años cayó a un riachuelo y fue arrastrado por la corriente; se presume que murió. Los Guarda Costa dijeron que lo iban a buscar después que pasase la tormenta. Otro muerto con relación a Ike ocurrió cuando un árbol cayó encima a un niño de 10 años durante las preparaciones, y otra persona no tan lejos del árbol caído también murió durante la tormenta. Otro árbol caído en Huntsville resultó con una fatalidad tras caer en la casa matando a una persona mientras dormía.
En los pueblos de Texas, los apagones empezaron a afectar a eso de las 8 p. m. CDT,
dejando a más de 3 millones de personas sin energía eléctrica. Para el sábado, alrededor de 4.5 millones de personas estaban sin energía eléctrica en el área del Gran Houston.
En Galveston, para las 4 p. m. CDT (2100 UTC) del 12 de septiembre, la creciente tormenta empezó a bordear las vallas de protectoras Galveston de 5.2 m del de Galveston, que las protegía de las olas del golfo de México; las olas habían estado golpeando a lo largo de la valla protectora, a eso de las 9 a. m. CDT.
A pesar de que en Seawall Boulevard la costa era elevada, muchas partes del área resultaron inundadas debido a las inmensas crecidas del huracán Ike.
Aunque se habían adelantado los planes de evacuaciones, Mary Jo Naschke, portavoz de la ciudad de Galveston, estimó que (al viernes por la mañana) un cuarto de los residentes de la ciudad no habían puesto atención a las llamadas para las evacuaciones, a pesar de las predicciones de que el huracán iba a llegar con fuerza e inundar gran parte de la Isla de Galveston. Para las 6 p. m. del viernes por al noche, las estimaciones variaron, pero se estimó que alrededor de 58,000 residentes aún permanecían en la ciudad, pero los números de los residentes que decidieron quedarse estaban desconocidos.
Las inundaciones dispersas incluía al centro de Galveston Galveston: y alrededor de seis pies (2 m) de profundidad llegó en el ayuntamiento del condado en Galveston, y la University of Texas Medical Branch en Galveston fueron inundados. Para el 13 de septiembre, las estimaciones de los residentes que decidieron quedarse y enfrentar la tormenta era de más de 100,000 personas. La Guardia Costera había llamado esto como: "La mayor operación de búsqueda y rescate en la historia de Texas".
En Houston, la mayoría de los rascacielos como la Torre JPMorgan Chase de 75 pisos resultaron con cristales rotos, y el estadio Reliant resultó dañado. Debido a los daños del estadio, el juego de los Houston Texans con los Baltimore Ravens, se había programado para el 14 de septiembre, fue cambiado al 9 de noviembre.
El huracán Ike afectó también a los Houston Astros de las Ligas Mayores de Béisbol de playoffs, posponiendo los juegos del viernes y sábado 19 y 20 de septiembre indefinidamente que se enfrentaban con los Chicago Cubs. 

Desde una perspectiva histórica, el 8 de septiembre de 1900, el huracán de Galveston de 1900 llegó a las costas de una forma similar como Ike, trayendo consigo grandes marejadas inundado toda la isla de Galveston; como resultado, la mayoría de la ciudad fue destruida y al menos 6,000 murieron; después de eso, la ciudad quedó a 1.3 m por encima del nivel del mar, por lo que se decidió construir vallas protectoras de 5.2 metros para proteger a Galveston de olas futuras.